# Dème d'Almopie
Le dème d'Almopía (en grec moderne : Δήμος Αλμωπίας, Dhímos Almopías) ou d'Almopie (forme francisée) est un dème situé dans la périphérie de Macédoine-Centrale en Grèce. À la suite du programme Kallikratis, le dème actuel est issu de la fusion en 2011 entre les dèmes d'Aridaía et d'Exaplátanos.
Il tient son nom de la région antique d'Almopie.